# Grande Peste de Marselha
A Grande Peste de Marselha (em francês:  Peste de Marseille) de 1720 foi a última grande epidemia de peste registada na França, que correspondeu ao ressurgimento da segunda pandemia de peste.

## História
A peste foi propagada a partir do navio Grand-Saint-Antoine, oriundo do Levante (na região da Síria), que desembarcou em Marselha a 25 de maio de 1720, sendo considerado a origem da epidemia. O navio continha cargas de panos e fardos de algodão que estavam contaminadas pelo bacilo responsável pela peste. Após graves negligências, e apesar de um sistema de proteção muito rígido, incluindo a quarentena de passageiros e mercadorias em particular, a praga se espalhou pela cidade. Os distritos mais pobres e mais antigos foram os mais afetados. A praga se espalhou rapidamente na cidade, tendo causado entre trinta a quarenta mil mortes sobre a população de oitenta a noventa mil habitantes, e na Provença resultou no total de noventa a cento e vinte mil vítimas, numa população de aproximadamente quatrocentos e mil habitantes.
A responsabilidade pela não aplicação dos regulamentos para as embarcações potencialmente infetadas foi questionada ao capitão do navio, Jean-Baptiste Chataud, e ao primeiro vereador, Jean-Baptiste Estelle. Nenhuma prova formal pôde ser estabelecida. É certo, porém, que os vereadores e funcionários da saúde responsáveis por este regulamento agiram com muita leviandade.
Durante a epidemia, a alimentação da população e a evacuação dos cadáveres causaram graves problemas e mobilizaram os vereadores, que mostraram grande coragem. A retirada dos cadáveres do distrito de Tourette pelos galerianos do arsenal, mobilizada por efeito e colocada sob o comando de Nicolas Roze, constituiu um dos principais factos deste trágico acontecimento. Os religiosos, chefiados por François-Xavier de Belsunce de Castelmoron, bispo de Marselha, levaram conforto moral aos moribundos.
Esta epidemia deu origem a inúmeras representações artísticas, incluindo as do pintor Michel Serre, testemunha direta da epidemia, constituindo um episódio histórico marcante, ainda presente na memória coletiva da população de Marselha.